# Alpine (bilmærke)
 Ikke at forveksle med Alpina.
 For alternative betydninger, se Alpine. (Se også artikler, som begynder med Alpine)
Alpine er et fransk sportsvognsmærke. Det blev købt af Renault i 1973, og forsvandt kort efter som eget bilmærke og blev i stedet et modelnavn for sportsvogne fra Renault (som således kom til at hedde Renault Alpine).
Alpine blev grundlagt af Jean Rédélé i Dieppe i 1955 som fabrikant af sportsvogne i små serier. I 1973 overtog Renault aktiemajoriteten i firmaet, og ved samme tid blev Alpine kendt for sin store fremgang i rally med modellen Renault Alpine A110. Alpine vandt blandt andet Monte Carlo Rally med Ove Andersson bag rattet i 1971.
Den sidste Alpine-model, Renault Alpine A610, blev bygget i 1995 og herefter forsvandt Alpine som varemærke. Fabrikken i Dieppe anvendes fortsat af Renault, som blandt andet har bygget Renault Sport Spider på fabrikken.
Fra 2021 vil mærket være en del af Formel 1.

## Modeller

### Aktuelle modeller
- Alpine A110 (2017-)
- Alpine A290 (2024-)
- Alpine A390 (2025-)

- Alpine A110
- Alpine A290

### Tidligere modeller
- Alpine A106 (1955-1961)
- Alpine A108 (1958-1965)
- Alpine A110 (1962-1977)
- Alpine GT4 (1963–1969)
- Alpine A310 (1971-1984)
- Alpine GTA (1984-1991)
- Alpine A610 (1991-1995)

- Alpine A106
- Alpine A108
- Alpine A110
- Alpine GT4
- Alpine A310
- Alpine GTA
- Alpine A610

### Konceptbiler
- Renault Alpine A110-50 (2012)
- Alpine Vision Gran Turismo (2015)
- Alpine Vision (2016)
- Alpine Alpenglow (2022)
- Alpine A290 β (2023)
- Alpine A390 β (2024)

- Renault Alpine A110-50
- Alpine Vision Gran Turismo
- Alpine Vision
- Alpine Alpenglow
- Alpine A290_β
- Alpine A390_β

## Udmærkelser

### Årets Bil i Europa
- 2025 – Alpine A290[1]